# Oblongo
Oblongo é uma forma geométrica que possui mais comprimento que largura. Diz-se também de algo oval ou então elíptico.
Também é utilizado para designar obras gráficas (livros, folhetos e etc), cujo formato tem a largura menor que a altura.